# Liste der österreichischen Botschafter in Libyen
Am 30. September 1974 bezog Otto Pleinert als erster österreichischer Botschafter seine Residenz in Tripolis.
| Ernannt / Akkreditiert | Name                   | ernannt während der Regierung von | akkreditiert während der Regierung von | Posten verlassen |
| ---------------------- | ---------------------- | --------------------------------- | -------------------------------------- | ---------------- |
| 19. Okt. 1974          | Otto Pleinert          | Bruno Kreisky                     | Abd as-Salam Dschallud                 | 1. Aug. 1976     |
| 4. Juni 1977           | Helmut Schurz          | Bruno Kreisky                     | Abd al-Ati al-Ubayyidi                 | 21. Aug. 1980    |
| 2. Dez. 1980           | Erwin Matsch           | Bruno Kreisky                     | Dschadullah Azzuz at-Talhi             | 8. Juni 1986     |
| 27. Aug. 1986          | Ewald Jäger            | Fred Sinowatz                     | Dschadullah Azzuz at-Talhi             | 14. Nov. 1990    |
| 23. Jan. 1991          | Wilfried Almoslechner  | Franz Vranitzky                   | Abu Zaid Umar Durda                    | 31. Aug. 1995    |
| 19. Sep. 1995          | Johannes Druml         | Franz Vranitzky                   | Abd al-Madschid al-Qaʿud               | 24. Okt. 1999    |
| 11. Dez. 1999          | Robert Karas           | Viktor Klima                      | Muhammad Ahmad al-Manqusch             | 16. Okt. 2003    |
| 23. März 2004          | Thomas Wunderbaldinger | Wolfgang Schüssel                 | Schukri Ghanim                         | 14. Jan. 2007    |
| 7. Aug. 2007           | Dorothea Auer          | Alfred Gusenbauer                 | Al-Baghdadi Ali al-Mahmudi             | 2011             |
| Jan. 2012              | Franz Hörlberger       | Werner Faymann                    | Abdel Rahim el-Kib                     |                  |
| 11. Feb. 2015          | Ronald Sturm           |                                   |                                        | 2019             |
| 2019                   | Christoph Meyenburg    |                                   |                                        |                  |
| 8. Jan. 2024           | Barbara Grosse         | Karl Nehammer                     | Abdul Hamid Dbeibeh                    |                  |